# Шудравий Андрій Степанович
Андрі́й Степа́нович Шудра́вий (15 вересня 1989, місто Яремче, Івано-Франківська область — 13 липня 2014, село Металіст, Луганська область) — старший солдат, стрілець-помічник гранатометника батальйонно-тактичної групи 80-ї окремої десантно-штурмової бригади, військовослужбовець за контрактом.

## Життєпис
Шудравий Андрій Степанович народився 1989 року в місті Яремче. Тут навчався в школі, по закінченні якої вступив до Сторожинецького лісового коледжу. На Буковині зустрів і свою єдину. Одружився та залишився жити у Сторожинці (Чернівецька область).
У 2011 році розпочав військову службу за контрактом, з травня 2014 відправлений у зону АТО. Андрій Шудравий навчання у Чернівецькому національному університеті імені Юрія Федьковича, на географічному факультеті, поєднував із контрактною службою в ЗСУ, спочатку танкістом, потім десантником 80-ї аеромобільної бригади.

## Обставини загибелі
13 липня 2014 року в селищі Металіст під Луганськом, під час виконання чергового бойового завдання БТР, у якому знаходився Андрій, підірвався на міні. Медики намагалися врятувати його, та травми були несумісні із життям. Військовий помер у гелікоптері, яким його транспортували до лікарні.
У Андрія Шудравого залишилась дружина Оленка та син Дмитрик (2011 р.н.).
Похований в Яремчі.

## Нагороди
За особисту мужність і героїзм, виявлені у захисті державного суверенітету та територіальної цілісності України, вірність військовій присязі під час російсько-української війни, нагороджений орденом «За мужність» III ступеня (4.6.2015, посмертно).

## Вшанування пам'яті
29 травня 2015 року на приміщенні Яремчанської ЗОШ №1 урочисто відкрили та посвятили меморіальну дошку на честь Андрія Шудравого.